# Maxx
MAXX foi um projeto musical alemão de eurodance ativo nos anos 90, alcançando grande sucesso em 1994. Era formado por David Brunner (Dakota O’Neill) e Gary Bokoe (Gary B). O grupo ganhou fama em 1994 com os singles "Get-A-Way" e "No More (I Can't Stand It)". A vocalista principal foi Elyse G. Rogers (anteriormente Linda Meek), que se juntou ao grupo em 1994. Eliz Yavuz apareceu no videoclipe de "Get-A-Way" como dançarina, mas não foi a vocalista da música. O único álbum do grupo, To The Maxximum, foi lançado em 1994.

## Discografia

### Álbuns
| Álbum           | Detalhes                                                                        | Posições de pico | Posições de pico | Posições de pico | Posições de pico | Posições de pico | Posições de pico |
| Álbum           | Detalhes                                                                        | GER              | AUT              | NETH             | SWE              | SWI              | UK               |
| --------------- | ------------------------------------------------------------------------------- | ---------------- | ---------------- | ---------------- | ---------------- | ---------------- | ---------------- |
| To the Maxximum | - Data de lançamento: 1994 - Gravadora: Blow Up - Formatos: CD, Cassette, Vinil | 22               | 32               | 25               | 10               | 29               | 66               |

### Singles
| Título                       | Ano  | Posições de pico | Posições de pico | Posições de pico | Posições de pico | Posições de pico | Posições de pico | Posições de pico | Posições de pico | certificações           | Álbum            |
| Título                       | Ano  | GER              | AUT              | FRA              | NETH             | NOR              | SWE              | SWI              | UK               | certificações           | Álbum            |
| ---------------------------- | ---- | ---------------- | ---------------- | ---------------- | ---------------- | ---------------- | ---------------- | ---------------- | ---------------- | ----------------------- | ---------------- |
| "Get-a-Way"                  | 1994 | 11               | 3                | 15               | 3                | 8                | 8                | 3                | 4                | - GER: Ouro - UK: Prata | To the Maxximum  |
| "No More (I Can't Stand It)" | 1994 | 10               | 9                | 16               | 6                | 8                | 12               | 4                | 8                |                         | To the Maxximum  |
| "You Can Get It"             | 1994 | –                | 25               | 28               | 32               | –                | –                | 37               | 21               |                         | To the Maxximum  |
| "I Can Make You Feel Like"   | 1995 | –                | –                | –                | –                | –                | –                | –                | 56               |                         | To the Maxximum  |
| "Move Your Body"             | 1995 | –                | 18               | –                | –                | –                | –                | –                | –                |                         | Single sem álbum |